# زبان ویاندوت
زبان ویاندوت یا زبان وندات (انگلیسی: Wyandot language) از خانوادهٔ زبان‌های ایروکویی است که به‌طور سنتی توسط مردمی که به‌واسطه‌های مختلف با نام‌های ویاندوت یا «وندات» شناخته می‌شوند، صحبت می‌شود که از تبار تیونوتاتی‌ها می‌آیند. زبان ویاندوت زبان خواهری با زبان وندات است که توسط نوادگان کنفدراسیون ملت هورون-وندات صحبت می‌شود. آخرین بار توسط اعضایی که عمدتاً در اکلاهما، ایالات متحده آمریکا و استان کبک، کانادا هستند، صحبت شده‌است. زبان@شناسان به‌طور سنتی ویاندوت را گویش یا شکل مدرن زبان وندات می‌دانند.